# Trifão (procônsul)
Trifão (em grego: Τρύφων; romaniz.: Tryphon) foi um oficial bizantino do século VI conhecido somente por seu selo. Possivelmente foi um procônsul com o título honorífico de mestre dos soldados (magister militum).